# Cattle Empire
Cattle Empire é um filme americano de 1958 do gênero western.

## Elenco Principal
- Joel McCrea...John Cord
- Glória Talbott...Sandy Jeffrey
- Don Haggerty...Ralph Hamilton

## Sinopse
O cowboy John Cord sai da prisão depois de cinco anos e volta à cidade de Hamilton , quando é aprisionado pelos moradores vingativos, que o amarram a um cavalo em disparada. Eles o acusam de deixar seus vaqueiros causarem tumulto e destruir à cidade, durante uma bebedeira (motivo da sua prisão).
John Cord é salvo pelo rancheiro cego Ralph Hamilton, justamente um dos homens que foram feridos nos tumultos. Hamilton o resgata com a condição de que Cord leve seu gado para Fort Clemson. Cord não concorda, ainda mais que sua ex-namorada Janice é agora esposa de Ralph.
Cord então recebe outra proposta, a de um criador rival, que quer levar seu gado primeiro e com isso arruinar Ralph. Apesar de Cord saber que esse segundo criador é um ladrão, ele aceita o serviço à sua maneira: vai fingir concordar em levar o gado de Ralph e atrasá-lo, como vingança.
Mas, durante a viagem, a consciência de Cord não o deixará realizar o plano.